# Charles Addams

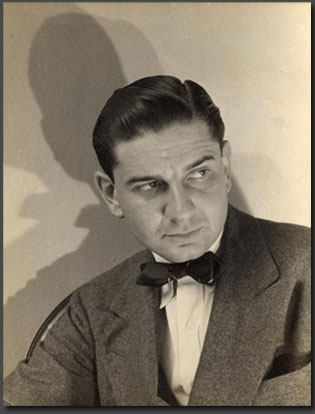
Charles Addams (1947)

Charles Samuel Addams, auch Chas Addams (* 7. Januar 1912 in Westfield, New Jersey; † 29. September 1988 in New York) war ein US-amerikanischer Cartoonist.

## Leben
Als Kind besuchte Charles „Chas“ Addams gerne den Presbyterianischen Friedhof an der Mountain Avenue in Westfield. In den Cartoons, die er später zeichnete, lebten seine schaurigen Kreationen auf der Cemetery Ridge.
Addams veröffentlichte in den 1930er- bis 1980er-Jahren regelmäßig Cartoons im The-New-Yorker-Magazin. Dazu gehörte unter anderem die Addams Family. Dank seines sehr morbiden Humors gelang es ihm, die Serie zu großem Erfolg zu führen. Er interessierte sich persönlich für Waffen und Folterinstrumente, um diese Gegenstände naturgetreu zeichnen zu können. Der häufig gebrauchte Vorwurf, er sei verrückt oder hasse Kinder, war falsch: Addams liebte Kinder und zeichnete sie gerne glücklich in seinen Karikaturen.
Addams zeichnete bereits in seiner Schulzeit Comics über seine nach ihm selbst benannte Addams Family.
Bei der Verfilmung der Serie, die zwischen 1964 und 1966 entstand, hatte er großes Mitspracherecht. Eine dreiteilige Filmreihe bestehend aus Addams Family (1991), Die Addams Family in verrückter Tradition (1993) und Addams Family und die lieben Verwandten (1998) entstand erst nach seinem Tod. Die TV-Serie Wednesday basiert auf der Figur Wednesday Addams aus seinen Cartoons.

## Werke
- Unerwünschte Wohltaten. Rowohlt, Reinbek bei Hamburg 1983, ISBN 3-498-00017-9.
- Schwarze Scherze. Rowohlt, Reinbek bei Hamburg 1977, ISBN 3-498-09501-3.
- Addams und Eva. Diogenes Verlag, Zürich 1965.
- Es war einmal …. Diogenes Verlag, Zürich 1963.
- Gespensterparade. Rowohlt, Hamburg 1956.
- Die Welt des Chas Addams. Zwei Bände. Schirmer-Mosel, München/Paris/London.
  - Bd. 1., Häusliche Höllen, 1991, ISBN 3-88814-366-7.
  - Bd. 2., Störfall im Paradies, 1992, ISBN 3-88814-466-3.
- Illustrationen in: Jutta Schmidt-Walk (Hrsg.): Das Rowohlt GRUSEL Lesebuch. Rowohlt Taschenbuch Verlag, Reinbek bei Hamburg 1983, ISBN 3-499-15206-1.